# Liceul „Josip Broz Tito” din Bitola
Liceul „Josip Broz Tito” din Bitola (în macedoneană СОУ „Јосип Броз-Тито“ - Битола) este un liceu de stat din ofașul Bitola (Macedonia de Nord), care poartă numele lui Iosip Broz Tito, primul președinte al Republicii Socialiste Federative Iugoslavia.

## Istoric
Liceul „Josip Broz Tito” din Bitola este una dintre cele mai vechi instituții de învățământ de tip modern de pe teritoriul Macedoniei.
Instituția a fost înființată în 1892, în peroada Imperiului Otoman, și a funcționat într-o clădire construită de Sali Pașa, un bogat proprietar de pământ. La început, avea rangul de gimnaziu, fiind frecventată numai de băieți din familiile turcești bogate, iar lecțiile erau predate în limba turcă. Profesorii erau aduși din Salonic.
În timpul Războaielor Balcanice, orașul fost cucerit de Armata Sârbă în noiembrie 1912. Autoritățile sârbe au reorganizat complet gimnaziul și limba de predare a devenit limba sârbă. Școala a continuat să funcționeze ca gimnaziu sârb până în 1941, cu întreruperi în timpul Primului Război Mondial. Importanța acestei școli este cu atât mai mare, cu cât doar două școli secundare au funcționat în perioada interbelică în Macedonia, la Skopje și Bitola.
În timpul celui de-Al Doilea Război Mondial și al ocupării Macedoniei de Bulgaria, gimnaziul a funcționat cu predare în limba bulgară, numele fiind schimbat în liceul „Goțe Delcev” și având profesori aduși de la Sofia.
A fost primul gimnaziu din Macedonia eliberată unde cursurile în limba macedoneană au început la 6 februarie 1945. Aproximativ 800 de elevi au ajuns să frecventeze școala în fiecare an. Pe 13 noiembrie 1972 liceul s-a mutat într-o clădire proprie, nou construită, unde funcționează pânâ în prezent.
În 1952, printr-o decizie a Consiliului Profesorilor, numele a fost schimbat în Liceul „Josip Broz Tito”, pe care îl poartă și astăzi. Instituției i-a fost acordată în 1976 distincția „Ordinul de Merit pentru Popor cu Steaua de Aur” de către președintele Republicii Socialiste Federative Iugoslavia, Josip Broz Tito.